# مويس زونغو
مويس زونغو (10 مارس 1996 بأبيدجان في كوت ديفوار - ) هو لاعب كرة قدم بوركينابي في مركز الهجوم  .3

## مسيرة اللاعب
لعب سابقاً في نادي نجران ونادي الثقبة ونادي الجبيل.